# Spellemannprisen 1973
Der Spellemannpris 1973 war die zweite Ausgabe des norwegischen Musikpreises Spellemannprisen. Die Nominierungen berücksichtigten Veröffentlichungen des Musikjahres 1973. Die Verleihung der Preise fand im März 1974 statt. Den Ehrenpreis („Hedersprisen“) erhielt Sigbjørn Bernhoft Osa.

## Verleihung
Die Verleihung des Preises fand am 2. März 1974 im Chateau Neuf in Oslo statt. Die Jury bestand aus der Redaktionssekretärin Ella Arntsen, den Journalisten Stein Dag Jensen und Espen Eriksen, dem Kulturredakteur Finn Jor, dem Musiker Rowland Greenberg und dem Schauspieler Per Asplin. Die Sendung wurde von Rolf Kirkvaag moderiert. Die Sendung wurde im Radio und im Fernsehen übertragen.

## Gewinner
| Kategorie                                                           | Gewinner                 | Werk                                                                                       |
| ------------------------------------------------------------------- | ------------------------ | ------------------------------------------------------------------------------------------ |
| Gammeldans og Folkemusikk (Gammeldans und Volksmusik)               | Oddvar Nygaards Kvartett | På seniorball                                                                              |
| Spesialpris, Juryens hederspris (Spezialpreis, Ehrenpreis der Jury) | Sigbjørn Bernhoft Osa    | –                                                                                          |
| Årets Barneplate (Kinderplatte des Jahres)                          | Dizzie Tunes             | Den aller siste ra-ta-ta-ta-ta / Hei-hå, hei-hå                                            |
| Årets Gruppe (Gruppe des Jahres)                                    | Saft                     | Stev, sull, rock og rull                                                                   |
| Årets Jazz-plate (Jazz-Platte des Jahres)                           | Christiania Jazzband     | Christiania Jazzband                                                                       |
| Årets Kvinnelige Pop-artist (Popkünstlerin des Jahres)              | Inger Lise Rypdal        | Fra 4 til 70                                                                               |
| Årets Mannlige Pop-artist (Popkünstler des Jahres)                  | Benny Borg               | Benny Borgs beste                                                                          |
| Årets Seriøse Plate (Seriöse Platte des Jahres)                     | Torkil Bye, Brynjar Hoff | En musikalsk hilsen i anledning lanseringen av det nye storverket Cappelens musikkleksikon |
| Årets Verbal-plate (Verbal-Platte des Jahres)                       | Bjørn Sand, Totto Osvold | Stutum Speking                                                                             |
| Årets Viseplate (Weisen-Platte des Jahres)                          | Lillebjørn Nilsen        | Portrett                                                                                   |

## Nominierte
Gammeldans og Folkemusikk
- Geir Egil Larsen: Kårkall'n
- Oddvar Nygaards Kvartett: På seniorball
- Sven Nyhus Kvartett: Med hopp og hiv

Årets Barneplate
- Bjørn Rønningen: Kom så synger vi litt
- Diverse artister: Tintin på den svarte øya
- Dizzie Tunes: Den aller siste ra-ta-ta-ta-ta / Hei-hå, hei-hå

Årets Gruppe
- Jensine Olsens Plastikk Band: Tilslag
- Popol Vuh: Quiché maya
- Saft: Stev, sull, rock og rull

Årets Jazz-plate
- Christiania Jazzband: Christiania Jazzband
- Ketil Bjørnstad: Åpning
- Stokstad/Jensen trad. band, Laila Dalseth: Gla' jazz

Årets Kvinnelige Pop-artist
- Ellen Nikolaysen: Freckles
- Inger Lise Rypdal: Fra 4 til 70
- Åse Kleveland: Vær velkommen

Årets Mannlige Pop-artist
- Benny Borg: Benny Borgs beste
- Jan Høiland: En bit av mig själv
- Stein Ingebrigtsen: Bare Stein

Årets Seriøse Plate
- Det Norske Solistkor, Knut Nystedt: Verk av Grieg, Nystedt, Kodaly, Purcell, Stanford, Poulenc
- Per Øien, Eva Knardahl
- Torkil Bye, Brynjar Hoff: En musikalsk hilsen i anledning lanseringen av det nye storverket Cappelens musikkleksikon

Årets Verbal-plate
- Arthur Arntsen: Han Oluf
- Bjørn Sand, Totto Osvold: Stutum Speking
- Rolv Wesenlund: Blodgiveren, Marve Fleksnes

Årets Viseplate
- Lillebjørn Nilsen: Portrett
- Ole Paus: Blues for Pyttsan Jespersens pårørende
- verschiedene Künstler: På stengrunn (Interpretation von Rudolf-Nilsen-Gedichten)